# شاترینتسی
شاترینتسی (به صربی: Šatrinci) یک منطقهٔ مسکونی در صربستان است که در Irig municipality واقع شده‌است. شاترینتسی ۳۹۹ نفر جمعیت دارد.